# Noggin (proteína)

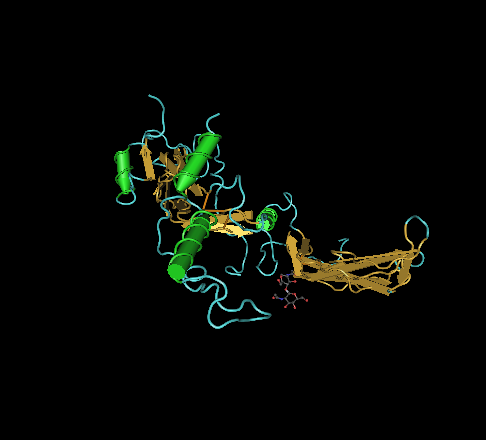
A estrutura da proteína NOG

Noggin, também conhecida como NOG, é uma proteína que está envolvida no desenvolvimento de muitos tecidos do corpo, incluindo o tecido nervoso, os músculos e os ossos. Em humanos, o noggin é codificado pelo gene NOG. A sequência de aminoácidos do noggin humano é altamente homóloga à do rato, camundongo e Xenopus (um gênero de sapo aquático).
Noggin é uma inibidora de várias proteínas morfogenéticas ósseas: inibe pelo menos BMP2, 4, 5, 6, 7, 13 e 14.

## Função
Noggin é uma molécula sinalizadora que desempenha um papel importante na promoção da padronização dos somitos no embrião em desenvolvimento. É liberada da notocorda e regula a proteína morfogênica óssea 4 (BMP4) durante o desenvolvimento. A ausência de BMP4 causará a padronização do tubo neural e dos somitos da placa neural no embrião em desenvolvimento. Também provoca a formação da cabeça e de outras estruturas dorsais.
O nome da proteína, que é uma gíria da língua inglesa para "cabeça", foi cunhado em referência à sua capacidade de produzir embriões com cabeças grandes quando expostos a altas concentrações.